# Esteban López
Esteban Eulogio López (* 29. August 1931 in Etterbeek; † 27. September 1996 in Amsterdam) war ein niederländischer Schriftsteller. 
López hatte einen spanischen Vater und eine niederländische Mutter und verbrachte nach der Trennung der Eltern seine Jugend bei seiner Mutter in Den Haag. Später lebte er sowohl in Amsterdam als auch in San Carlos auf Ibiza sowie zeitweise in Frankreich. Nach einem abgebrochenen Studium an der Wirtschaftsuniversität Nyenrode arbeitete er für einige Zeit in der Werbung.
1954 debütierte López mit dem Gedichtband „Op handen en voeten“, verfasste danach aber hauptsächlich Prosa für Erwachsene und Kinder. Als sein erster Roman erschien 1955 „De vrienden van Vroeger“, eine stark autobiografisch gefärbte Schlüsselgeschichte über seine Erlebnisse in Nyenrode. Auch seine späteren Romane und Erzählungen sind von seinen eigenen Erfahrungen in Frankreich und Ibiza bestimmt. Viele von ihnen verströmen eine okkulte Atmosphäre oder haben mystische Züge.
1959 erhielt er den Anne-Frank-Preis für seine bis dahin veröffentlichten Romane, darunter „Mercedes, mijn zuster“ (1955) und „Tederheid in het geding“ (1959).
Er unternahm mehrere Reisen in die Vereinigten Staaten, wo er im Rahmen von Vortrags- und Lesereisen an nordamerikanische Universitäten ging und Workshops für Kreatives Schreiben hielt.
Zwischen 1955 und 1957 war er Mitbegründer und Herausgeber zweier Literaturzeitschriften in den Niederlanden: Zusammen mit Cornelis Bastiaan Vaandrager und Hans Sleutelaar gab López für einige Zeit die Zeitschrift Proefschrift heraus. Sein eigenes vervielfältigtes Magazin Vertoning stellte nach zwölf Ausgaben sein Erscheinen ein. 
Mit „Het teken van Tanit“ (1967) schrieb er sein erstes Kinderbuch. Im selben Jahr erschien unter dem Titel „De prijs stier“ ein erotischer Schelmenroman, der als Plädoyer gegen die Ehe zu verstehen ist, und in dem der Schelm ein Mädchen ist. Er stellt nach „Tamar's maan“ (1963) und „God als vrouw“ (1967) den Abschluss einer Trilogie über die Schöpfungskraft der Frau dar.
1969 wurde die Erzählung „Als broer en zuster“ (1965) von Peter Schamoni unter dem Titel „Deine Zärtlichkeiten“ verfilmt. 
In „De kop van de raaf“ (1982) schrieb er in Tagebuch- und Briefform an seine anderen Kinder über seine Gefühle nach dem plötzlichen Tod eines seiner jüngsten Kinder. 1984 erschien seine fantasievolle Geschichte über einen alten hellsichtigen Mann mit einem Papagei und einem Jungen. Dieses Kinderbuch erschien unter dem Titel „Geloof alleen wat je ziet“.

## Werke
- De vrienden van Vroeger (1955)
- Mercedes, mijn zuster (1955)
- Tederheid in het geding (1959)
- De jongen uit de kool (1960)
- Mevrouw Mama (1960)
- Tamar's maan (1963)
- Pijnlijke vertellingen (1964)
  - Wie Bruder und Schwester und andere bittere Sachen (Erzählungen), Übersetzung von Helmut Homeyer (gemeinsame Ausgabe mit Als broer en zuster), Joseph Melzer Verlag, Darmstadt 1967
- Als broer en zuster (1965)
  - Wie Bruder und Schwester und andere bittere Sachen (Erzählungen), Übersetzung von Helmut Homeyer (gemeinsame Ausgabe mit Pijnlijke vertellingen), Joseph Melzer Verlag, Darmstadt 1967
- God als vrouw (1967)
- De prijs stier (1967)
  - Der Preisstier (Roman), Übersetzung von Jürgen Hillner, Joseph Melzer Verlag, Darmstadt 1967
- Tarok (1972)
  - Liebe & Tarock (Roman), Übersetzung von Johannes Piron, März Verlag, Frankfurt am Main 1972
  - Neuausgabe: Liebe & Tarot (Roman), gleiche Übersetzung, Rowohlt Verlag (rororo), Reinbek bei Hamburg 1983
- Van achter een gesloten deur (1975)
- Een affaire van niets (1977)
- Vlees voor vegetariers (1977)
  - Fleisch für Vegetarier (Roman), Übersetzung von Helmut Homeyer (Teil 1), Jürgen Hillner (Teil 2), Johannes Werres und Heinz Liehr (Teil 3). Vom Verfasser autorisierte Bearbeitung von Jörg Schröder, März bei Zweitausendeins, Frankfurt am Main 1979
  - Neuausgabe: Fleisch für Vegetarier (Roman), gleiche Übersetzung, Rowohlt Verlag (rororo), Reinbek bei Hamburg 1984
- De kop van de raaf (1982)
- Rota (1985)
  - Rota & Liebe (Roman), Übersetzung von Martin Lehmann, März Verlag, Herbstein 1985